# 日本経営工学会
公益社団法人 日本経営工学会（にほんけいえいこうがっかい、英語: Japan Industrial Management Association (JIMA)）は、日本の学術研究団体の一つ。

## 概要
1950年6月3日設立。学術研究団体としての種別は単独学会。
経営工学の進歩・発展に関連する事業を促進し、学術・文化の発展に寄与することを目的としている。
国内においては日本工学会、日本工学教育協会、横断型基幹科学技術研究団体連合、経営関連学会協議会に加盟している。

## 沿革
- 1950年 - 日本工業経営学会設立。
- 1974年 - 日本経営工学会に改称。
- 1974年 - 社団法人日本経営工学会設立。
- 2011年 - 公益社団法人日本経営工学会へ移行。

## 刊行物

### 日本経営工学会論文誌
- 誌名（和文）：日本経営工学会論文誌
- 誌名（欧文）：The Journal of the Japan Industrial Management Association
- 創刊年：1951
- 資料種別：ジャーナル（査読付き論文を含む）
- 使用言語：日本語（英文抄録あり）
- 発行形態：印刷体、eジャーナル
- 著作権帰属先：学会
- クリエイティブコモンズ：-
- 購読：有料

### 経営システム
- 誌名（和文）：経営システム
- 誌名（欧文）：Communications of Japan Industrial Management Association
- 創刊年：2002
- 資料種別：その他
- 使用言語：日英混在
- 発行形態：印刷体
- 著作権帰属先：学会
- クリエイティブコモンズ：-
- 購読：有料